# Александров Леонід Наумович
Александров Леонід Наумович (нар. 27 вересня 1923, Дніпропетровськ) — радянський фізик. Доктор фізико-математичних наук (1964), професор (1965). Заслужений діяч науки і техніки РРФСР (1983). Лауреат Державної премії СРСР (1988). Стипендіат державної наукової стипендії для видатних вчених (1994—1996).

## Життєпис
Народився у дніпровській єврейській родині вченого. Учасник німецько-радянської війни з 1943 року.
Закінчив Дніпропетровський державний університет у 1950 році.
У 1957—1965 роках завідувач кафедри фізики Мордовського державного університету й завідувач фізичного відділу Науково-дослідного інституту джерел світла імені О. М. Лодигіна. Створив у Мордовському державному університеті школу фізиків. Підготував у вишах республіки 4 докторів і 12 кандидатів наук.

## Твори
Леонід Александров автор 400 наукових праць.
- Внутреннее трение и физические свойства тугоплавких металлов. — Саранск, 1965 (співавтор)